# 拓跋壽樂
拓跋壽樂（?—452年11月28日），鲜卑名寿乐拔或受洛拔，追尊魏章帝拓跋悉鹿后裔，北魏宗室、官员。

## 生平
拓跋寿乐原本担选部尚书，封南安王，后改封长乐王。魏文成帝拓跋濬即位时，拓跋寿乐有辅佐策立的功劳。兴安元年（452年）十月，骠骑大将军拓跋寿乐出任太宰、大都督、中外诸军、录尚书事。拓跋寿乐自认为功高，与尚书令长孙渴侯争权。兴安元年十一月丙子（452年11月28日），拓跋寿乐和长孙渴侯因为争权被赐令自杀。

## 鲜卑名
元妙墓志中其祖父为“都曹、三公、侍中、太尉、骠骑大将军、录尚书、苌(长)乐王拔”，扬州大学社会发展学院周鼎副教授指出，《魏书》所载北魏宗室中确有名拔者。如魏明元帝之孙、乐平王拓跋丕之子拓跋拔，此人官至车骑大将军，文成帝太安元年（455年）因罪赐死，国除，年辈应与元妙祖父相仿佛，但官、爵与墓志所记均不合。从墓志记载来看，元妙祖父仕宦相当显赫，而拓跋拔本传中却对其任职情况着墨不多，这是很不相称的。此外，孝文帝南迁之际，又有因参与穆泰谋反事件而伏诛的“前彭城镇将元拔”，官职显然不符。从爵号来看，北魏宗室中封长乐王者有魏道武帝子长乐王拓跋处文，但此人年十四即早逝，无子，国除，当非一人。周鼎引用北京大学历史系罗新教授的观点指出，在魏明元帝为诸子统一取汉名之前、北魏皇室多无汉名，史籍所载，不过是鲜卑语本名音译或音译简省，而其他宗室制名汉化则又在此之后。按“拔”，或作“跋”“弗”“伐”等，据罗新研究均为鲜卑语beg一词的音译，在中古北族社会中，“拔”常作为后缀词施于族名、官名、人名之末，是一种美称。在作为人名的场合，汉译时又可省去前缀，径作“拔”。如果推论不误，则元妙墓志所记志主祖父名应该也是某后缀为“拔”的鲜卑名音译省称。史籍所见还有一名宗室疏属长乐王拓跋寿乐，魏文成帝时因拥立之功，“拜太宰、大都督、中外诸军事、录尚书事”，与墓志所记历官倒是大体相符。周鼎认为“寿乐”或作“受洛”也是鲜卑语常见人名，如北魏前期，有代人苟寿乐;六镇之乱后，有鲜卑化奴费也头人万俟受洛干，等等。《文成帝南巡碑》阴题名有“内三郎其连受洛拔”;《中岳嵩高灵庙碑》阴有“武烈将军侯莫陈受洛拔”。此外，“受洛拔”也可简省称谓。如《魏书》所载北魏宗室中，有魏昭成帝之后武邑公拓跋受洛，在此人孙辈墓志中，记其名讳为“受拔”。对此，罗新、叶炜认为“当是由于音译用字及省略音节不同，受洛与受拔，很可能是各自省略受洛拔而来”。类似例证还可以举出魏道武帝子清河王拓跋绍，《北史》本传载其字受洛拔“绍”显然是“受洛拔”的省译。又如陆馛，在其孙女陆顺华墓志中则记作受洛跋，两相比照，“馛”应该是“受洛跋”的另一种省译。综合以上分析，周鼎认为元妙祖父元拔，全名应为“寿乐(受洛)拔”，即《魏书》所载章帝后裔长乐王寿乐。此人一度仕宦显达，后因“与尚书令长孙渴侯争权，并伏法”，故子孙不显，其子官不过一介成主。墓志中对这段家族历史显然是有所讳饰的。在迁洛后，元妙家族似乎已是一个没落的北族勋贵之家，倒是其夫家尧氏，在北朝政治舞台上颇为引人注目。

## 家庭

### 儿子
- 元某，北魏襄威将军、白石戍主[1]

### 孙子女
- 元妙，嫁龙骧将军尧遵长子尧某[1]

## 延伸阅读
[在维基数据编辑]
 《魏書·卷14》，出自魏收《魏书》